# Creswick
Creswick (IPA: [kr ɛ z w ɪ k]) è una città australiana, situata nel Victoria centro-occidentale, distante 18 chilometri a nord di Ballarat e 122 chilometri a nord-ovest di Melbourne, nella Contea di Hepburn. Creswick prende il nome dalla famiglia Creswick, i pionieri dei coloni della regione.

## Storia
L'area fu inizialmente abitata dal popolo Dja Dja Wurrung prima dell'insediamento bianco. I pionieri dei coloni bianchi furono Henry, Charles e John Creswick, tre fratelli che costruirono una grande sheep station nel 1842.
Creswick è una ex città mineraria d'oro, fondata durante la corsa all'oro vittoriana nel 1850. L'ufficio postale fu inaugurato il 1º settembre 1854, assumendo il nome Creswick's Creek nel 1857. La popolazione raggiunse il picco di 25 000 abitanti, durante la corsa all'oro. Oggi le industrie locali si occupano soprattutto di selvicoltura, pastorizia e agricoltura.
Creswick fu il luogo del disastro della miniera d'oro della Nuova Australasia il 12 dicembre 1882, il peggior disastro minerario in Australia in cui annegarono 22 uomini.

## Cultura

### Scuole
Creswick ospita tre scuole primarie - due governative e una cattolica: rispettivamente Creswick Primary School, Creswick North Primary School e St Augustines.

### Università
L'originale Victorian School of Forestry fu fondata nel 1910 dal Dipartimento delle Foreste. Fu la prima istituzione istituita nel Victoria per addestrare giovani guardie forestali. Ora il campus fa parte dell'Università di Melbourne ed è situato in Water Street e ospita la School of Forest & Ecosystem Science, una prestigiosa istituzione di ricerca e insegnamento.

### Musei
Creswick ospita un museo, situato nel vecchio municipio di Creswick e il Research Centre, che opera nell'ex Infant Child Centre.

### Eventi
- Il Creswick Bazaar si tiene il terzo sabato e la domenica del mese nella storica area ferroviaria di Raglan Street. Il bazaar presenta oggetti artigianali della gente del posto. La stazione ferroviaria, una delle stazioni ferroviarie meglio restaurate di Victoria, è stata restaurata da un gruppo di volontari[10].
- Il mercato di Creswick situato al Creswick Neighbourhood Center, tenutosi il terzo sabato di ogni mese, dalle 9 alle 13[11].

## Infrastrutture e trasporti

### Ferrovie
La stazione ferroviaria di Creswick è servita dai treni V/Line per Maryborough.

### Mobilità urbana
Creswick è servita dalla Davis Bus Service, che mette a disposizione autobus per il trasporto pubblico.

## Sport
Il Creswick Bowling Club, che si trovava originariamente nel centro della città, da allora si è trasferito nel complesso del Lindsay Park dopo diversi incidenti di allagamento tra la fine del 2010 e l'inizio del 2011, offre bowling per donne e uomini durante primavera, estate e autunno.
La città ha inoltre una squadra di football australiano che gareggia nella Central Highlands Football League, un centro resort per golfisti, il RACV Resort sulla Midland Highway, una squadra di cricket i Creswick Imperials.